# Ahtubinsk
Ahtubinsk (ruski: Ахту́бинск) je grad u Astrahanskoj oblasti u Rusiji. Nalazi se u Prikaspijskoj nizini, na lijevoj obali Ahtube, rijeke koja je rukavac Volge, 292 km sjeverno od Astrahana. Zemljopisni položaj mu je 48° 19' sjever i 46° 07' istok.
Broj stanovnika: 47.600 (2001.)
Vremenska zona: Moskovsko vrijeme

## Vanjske poveznice
Ahtubinsk.ru  Arhivirana inačica izvorne stranice od 10. kolovoza 2013. (Wayback Machine)